# 로포디니움속
로포디니움속(Lophodinium)은 와편모충류 속의 하나이다. 로포디니움과(Lophodiniaceae)의 유일속이다. 로포디니움목(Lophodinida) 또는 수에시아목, 페리디니움목으로 분류하기도 한다. 유일종 로포디니움 폴리로품(Lophodinium polylophum)을 포함하고 있다.